# Nissan Z (Z34)
El Nissan Z (RZ34) es un automóvil deportivo producido por el fabricante japonés Nissan. Fue presentado en septiembre de 2020 como Nissan Z Proto, para adelantar el futuro del deportivo, siendo la séptima generación del Nissan Fairlady Z. Es el primer modelo Z en no contar con la designación numérica iniciada por Yukata Katayama, con el Datsun 240Z.

## Presentación
Fue presentado en agosto de 2021 ya como coche de producción, cuya fabricación comenzaría en marzo de 2022 y en junio empezarían las primeras entregas. No se vendería en Europa, debido a la cada vez más restrictiva Normativa europea sobre emisiones y a las bajas ventas de los anteriores deportivos de la marca.
Es el sucesor del Nissan 370Z. Inicialmente se pensó que se llamaría Nissan 400Z, pero la marca finalmente simplificó su nombre. En Japón se le conoce como Nissan Fairlady Z.

## Diseño
Ofrece un guiño al pasado de la saga Z. Según el ángulo que se mire, se pueden ver elementos o superficies que recuerdan a una u otra generación. Mantiene además unas dimensiones compactas con una longitud de 4,37 m (172 pulgadas), una anchura de 1,84 m (72,4 pulgadas) y una altura de 1,31 m (51,6 pulgadas), mientras que la distancia entre ejes queda en 2,55 m (100,4 pulgadas).
El frontal busca recordar al primero de la saga: el 240Z de 1969. Se trata de una reinterpretación del icónico morro con faros redondos. La caída del cofre, la forma superior del mismo, incluso los cortes superiores de la entrada de aire principal del frontal. 
La línea lateral es la que se espera en un deportivo de motor delantero y tracción trasera. El habitáculo está ubicado lo más atrás posible, con el conductor casi sobre el eje trasero. Además, ofrece una espectacular caída de techo tipo fastback muy similar a la de su antecesor más directo: el 370Z.
En la parte trasera recuerda mucho al icónico deportivo de los años 1990, el Nissan 300ZX Twin Turbo. Sus grupos ópticos led están claramente inspirados en los del 300ZX, incluso mantiene esa franja negra entre ambos pilotos.
Presenta una serie de cambios de diseño con respecto al prototipo mostrado por primera vez en septiembre de 2020, el Z Proto. Estéticamente, recupera en gran medida el diseño del modelo de preserie, por lo que solamente cambian algunos detalles. La parrilla, que antes era una pieza única en negro, se ha dividido en dos secciones que consisten en una malla superior de colores brillantes y una sección inferior en negro que alberga los sensores de asistencia al conductor. La parte trasera cuenta con un pequeño alerón en el portón de maletero. Lo demás es igual al prototipo inicial y se mantiene el diseño "retro" inspirado en el Datsun 240Z original.
También cuenta con doble salida de escape, el difusor pintado en color negro brillante y unos pilotos unidos por una moldura negra.
La carrocería puede ir pintada en tres colores o en seis opciones bicolor. Las segundas llevan siempre el techo negro, que son: Plata Brillante, Gris Boulder, Azul Seiran, Amarillo Ikazuchi, Rojo Pasión y Blanco Everest. Habría una versión llamada Proto Spec, de la que solamente se fabricaría una edición limitada de 240 unidades en Estados Unidos, cuyas características especiales incluyen pinzas de freno en color amarillo y rines en bronce.

## Interior

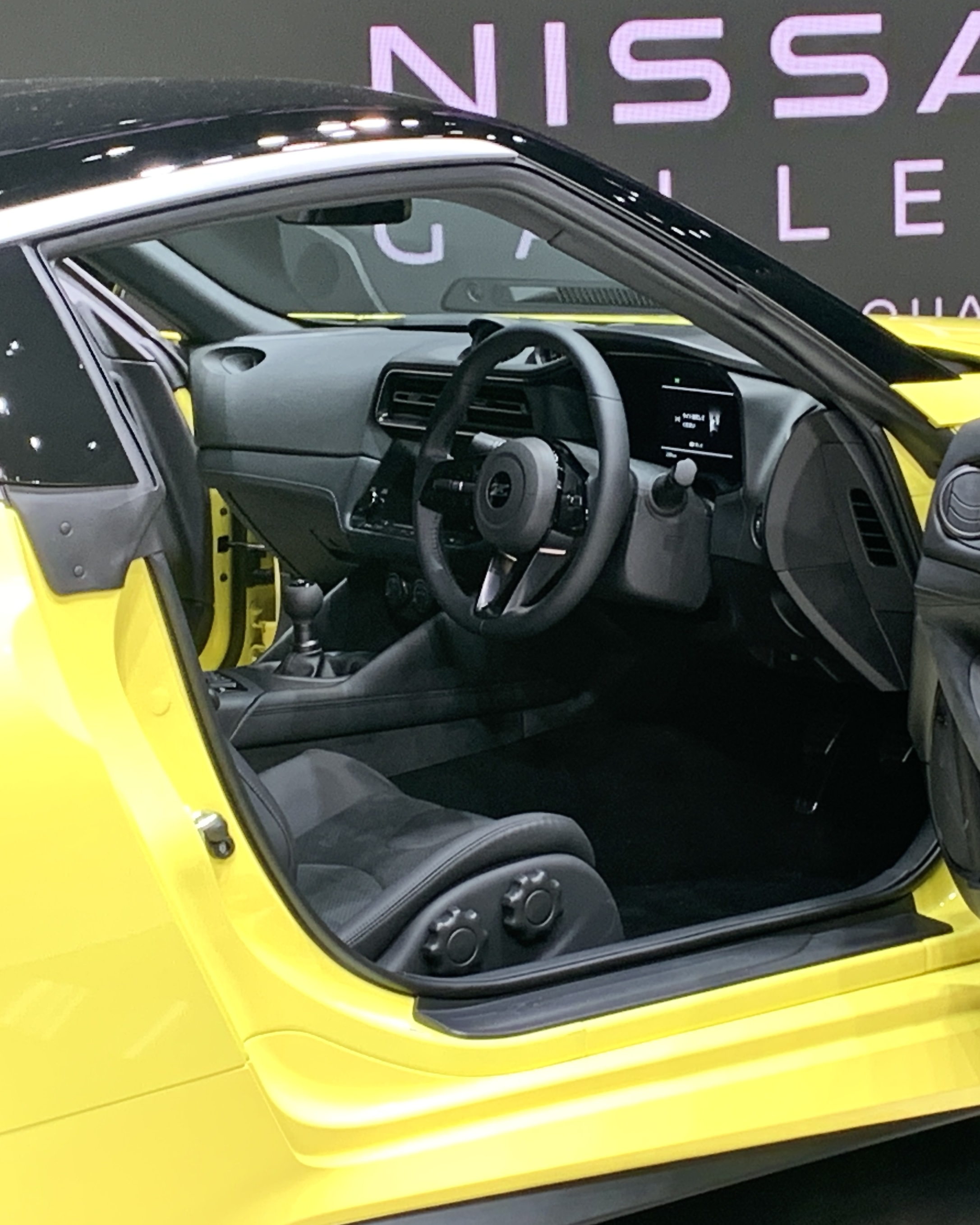
Interior de la versión ST de 2022

Además del paquete de carrocería, se ofrece un sistema de audio Bose con ocho bocinas, navegación y asientos diferentes con más refuerzo.
Se ofrecen unos asientos de tela o cuero que recuerdan a los del GT-R. Los indicadores analógicos de la parte alta del panel de instrumentos recuerdan a las del 240Z. Son un voltímetro y los indicadores de la presión del turbocompresor y de la velocidad de accionamiento de la turbina. Su capacidad es de dos plazas. La pantalla del sistema multimedia es de 8 a 9 pulgadas (20,3 a 22,9 cm). El Proto Spec incluye detalles en amarillo e inserciones de ante.
También incluye ayudas a la conducción y sistemas de seguridad, tales como: la frenada de emergencia automática con detección de peatones, control de crucero adaptativo, aviso de ángulo muerto o alerta de tráfico cruzado trasero, entre otros.
Es lo suficientemente apretado para el control, pero también con espacio para moverse. Una avanzada tecnología sirve para todo lo que se necesita saber, combinado con el diseño clásico que recuerda cómo debe ser un verdadero deportivo.
Puramente enfocado para el conductor, mantiene el bucle con un múltiple de instrumentos digitales y una pantalla táctil de hasta 9 pulgadas (22,9 cm) con el sistema NissanConnect®, incluyendo navegación puerta a puerta, punto de acceso inalámbrico Wifi y acceso remoto.
Cuenta con un nuevo diseño de asientos que ofrecen un impresionante soporte lateral, junto con materiales antideslizantes y una almohadilla central reductora de deslizamiento en el cojín inferior acolchonado. Los refuerzos para las rodillas funcionan con los asientos de desempeño para ayudar a mantener al conductor en su lugar.
El volante forrado en piel es más grueso que el del actual GT-R, mientras que una única ranura en la parte superior de este, estaba inspirado en el legendario GT-R R32. La pantalla en modo Sport, una de tres pantallas seleccionables para el tablero digital, fue diseñada con entrada de Tsugio Matsuda, un piloto de carreras de Nismo en la categoría Super GT Japonés. Como un legado, se obtiene información clave incluyendo la presión del turbo, la velocidad de la turbina y el voltaje.

## Motor y bastidor

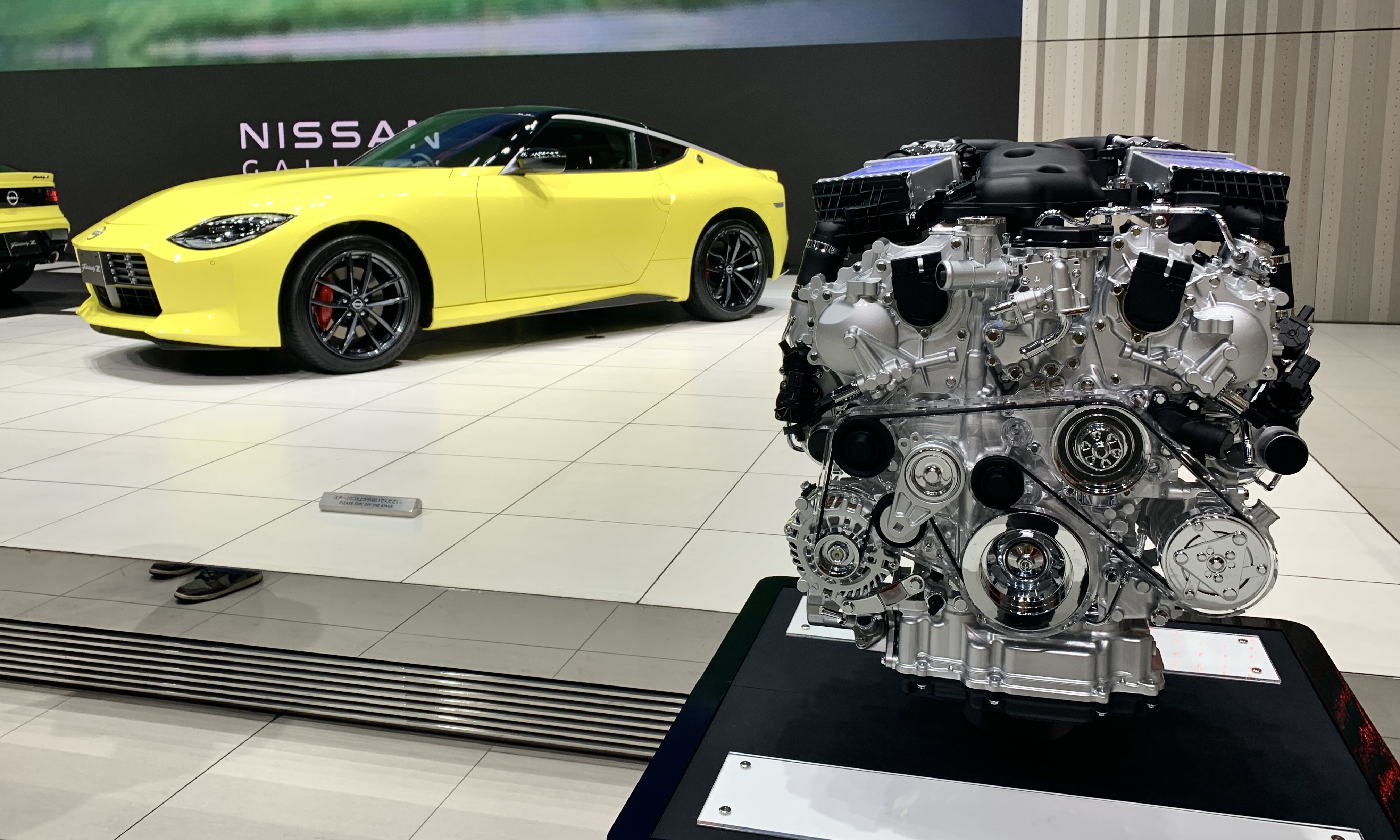
Motor VR30DDTT junto al Nissan Z de 2022

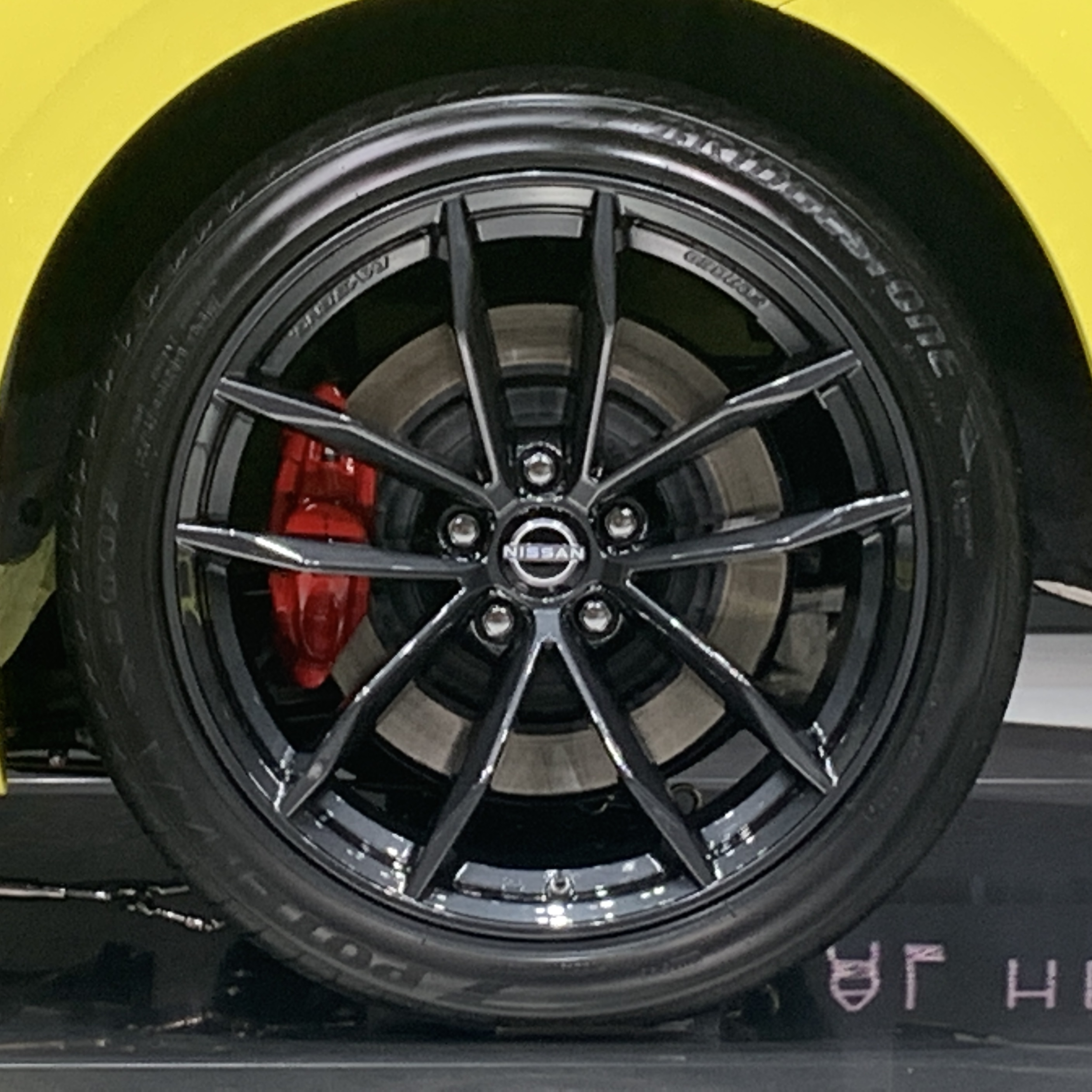
Rin de en neumáticos Bridgestone Potenza S007

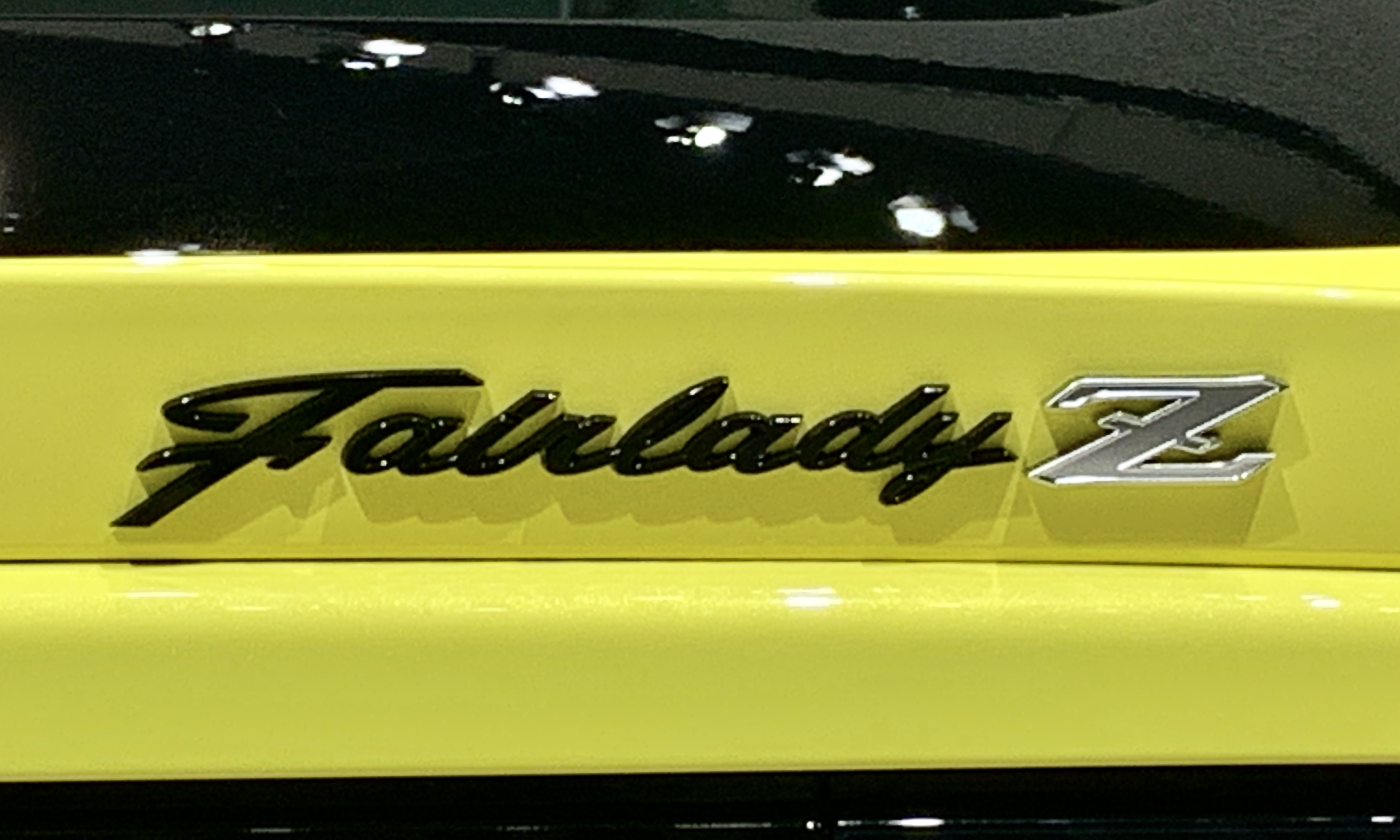
Logotipo "Fairlady Z"

Está equipado con un motor V6 VR30DDTT biturbo de 2997 cm³ (3 litros), con una potencia máxima de 400 HP (406 CV; 298 kW) a las 6400 rpm con un límite de régimen (línea roja) de 6800 rpm y un par máximo de 475 N·m (350 lb·pie) de 1600 a 5600 rpm. Está acoplado a una transmisión manual de seis velocidades heredada del anterior 370Z, o bien, más adelante se ofrecería opcionalmente una automática de nueve relaciones con paletas de cambio detrás del volante. En ambos casos, la versión Performance tiene función de control de lanzamiento ("Launch control").
La planta motriz está fabricada con un bloque de aluminio y cuenta con turbocompresores gemelos de pequeño diámetro, además de distribución de válvulas variable para garantizar una respuesta inmediata al acelerador. Es la misma unidad de potencia ya existente en el Infiniti Q50 y Nissan Skyline.
Cuenta con una suspensión de doble horquilla y subchasis de aluminio en la parte delantera y, en la parte trasera, una multibrazo unido a un subchasis de acero. Los amortiguadores y muelles son de tipo pasivos. Otra novedad es la dirección eléctrica, heredada del Infiniti Q50 con el que también comparte el mismo V6. Además, algunas partes de la carrocería son de aluminio.
Inicialmente habrá dos acabados: Sport y Performance. Con este último, se instalarán amortiguadores más firmes, un diferencial de deslizamiento limitado mecánico, una función Launch Control, frenos más grandes y rines forjados RAYS de 18 a 19 pulgadas (45,7 a 48,3 cm), en neumáticos Yokohama Advan Sport, o bien, unos Bridgestone Potenza S007, de medidas 255/40 los delanteros y 275/35 los traseros.
La plataforma sobre la que se ha construido es la misma que la utilizada para el 370Z, pero con mejoras. Tiene una mayor rigidez estructural, varía la suspensión y también se ha incorporado una nueva dirección asistida.
La planta motriz se encuentra instalada más atrás en el chasis para un balance mejorado; y la suspensión que hace sentirse más conectado al camino. Un intercooler enfriado por agua ayuda a mantener las cosas frías. Un sensor de velocidad óptico extrae la potencia con una turbina para incrementar dicha velocidad a unas vertiginosas 220 000 rpm. El nuevo diferencial mecánico disponible ayuda a distribuir la potencia para un mejor agarre, ayudando a salir de las curvas. El control de lanzamiento ("Launch control") ayuda a eliminar el giro y salto de la rueda, al sostener el motor a un régimen de revoluciones predeterminado y modula la potencia, para obtener una aceleración cada vez más rápida y consistente. 
Las nuevas primera y segunda relaciones sincronizadas de la transmisión manual de seis velocidades, están diseñadas para ayudar a manejar el poderoso biturbo. Mejorando la conexión, el mecanismo de engranaje ha sido rediseñado para dar una sensación más directa y positiva. También presenta la nueva transmisión automática de nueve velocidades con tecnología de cambio por cable ("shift-by-wire"), activado por un único controlador en forma de palma. Para un mejor desempeño, se pueden emplear las mismas paletas de cambio detrás del volante, tomadas del GT-R.
Para asegurar un buen manejo, presenta nuevos amortiguadores monotubo y una nueva calibración de la geometría en la suspensión tanto delantera como trasera. La dirección eléctrica, primera vez en un modelo Z, permite ajustes casi infinitos para un mejor control y precisión. Mientras más rígido sea el chasis, la suspensión podrá trabajar mejor. Para ayudar a obtener el máximo de esta, la rigidez torsional fue incrementada en más del 10%. Calibrados para dar una excelente sensación de potencia de frenado, están disponibles unos frenos deportivos con rotores delanteros de 14 pulgadas (35,6 cm) y cuatro pistones (cálipers).
| Materiales del motor                | Bloque y cabezas de aleaciones de aluminio |
| Diámetro x carrera                  | 86 x 86 mm (3,39 x 3,39 pulgadas)          |
| Alimentación                        | Inyección directa biturbo                  |
| Relación de compresión              | 10.3:1                                     |
| Distribución                        | DOHC 4 válvulas x cilindro                 |
| Potencia máxima                     | 400 HP (406 CV; 298 kW) @ 6400 rpm         |
| Par máximo                          | 475 N·m (350 lb·pie) @ 1600 a 5600 rpm     |
| Corte de inyección (línea roja)     | 6800 rpm                                   |
| Potencia específica                 | 133,5 HP/litro                             |
| Capacidad del tanque de combustible | 16,4 galAm (62,1 litros)                   |

## Desempeño y rendimiento
Según una prueba realizada por Road & Track, pudo alcanzar una velocidad máxima de 155 mph (249 km/h). En otra prueba de aceleración realizada independientemente por la empresa Hagerty, la versión automática logró el 0 a 60 mph (97 km/h) en 4.0 segundos, completando el 1/4 de milla (402 m) en 12.3 segundos a 116 mph (187 km/h). En el caso de la versión manual, aceleró de 0 a 60 mph (97 km/h) en 4.3 segundos, completando el 1/4 de milla (402 m) en 12.8 segundos a 112 mph (180 km/h).

## En competición

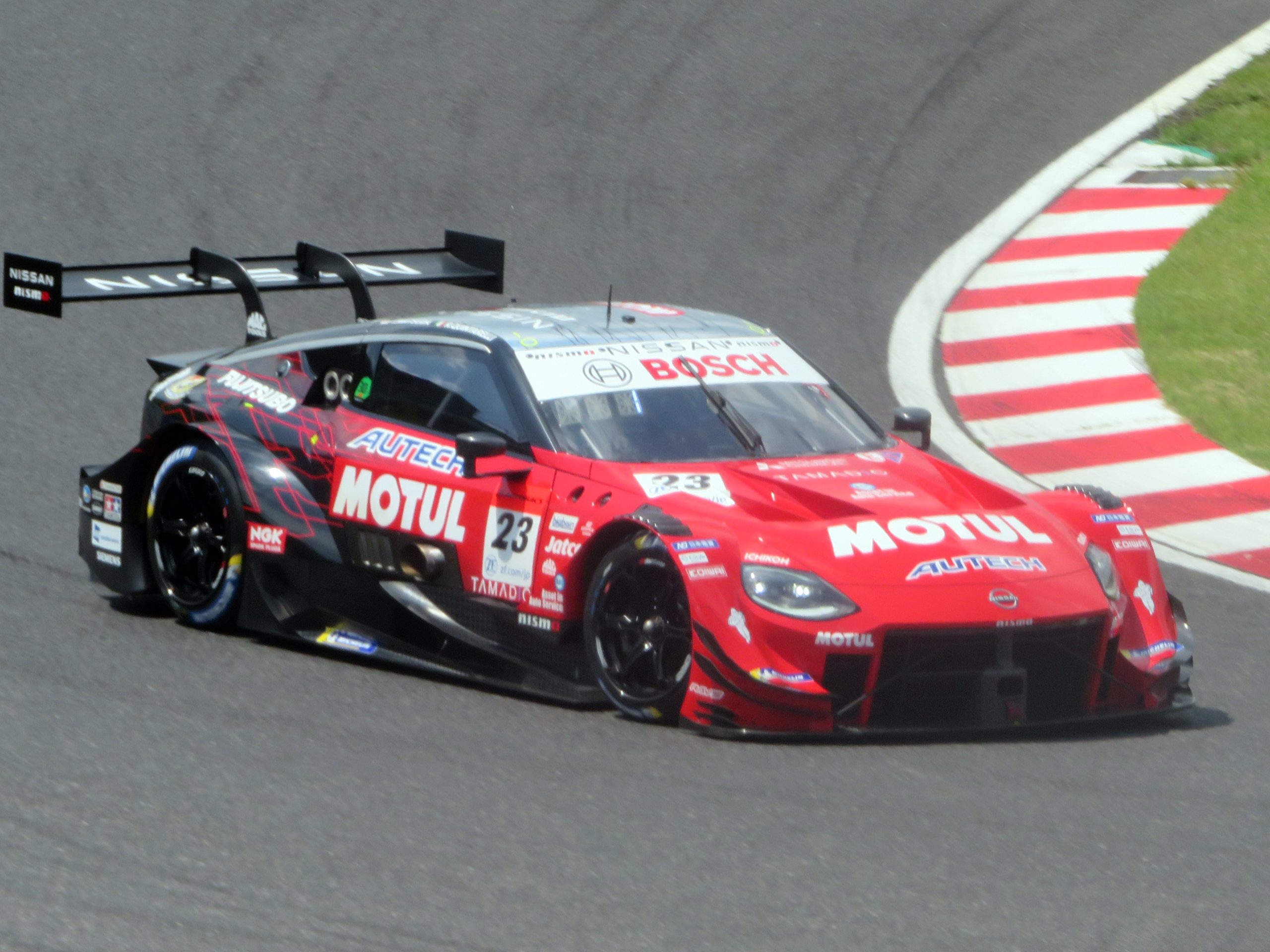
Z GT500 #23 Motul Autech, en la carrera de los de Suzuka

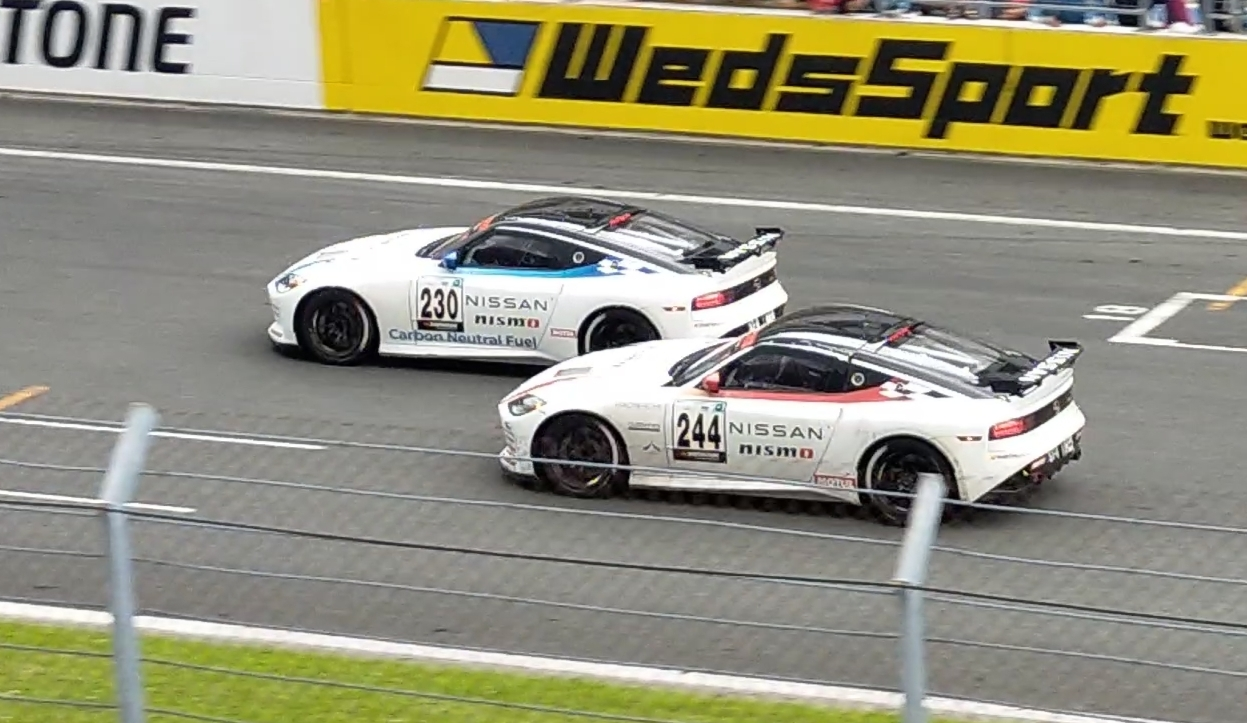
Un par de Z Racing Concept de 2022

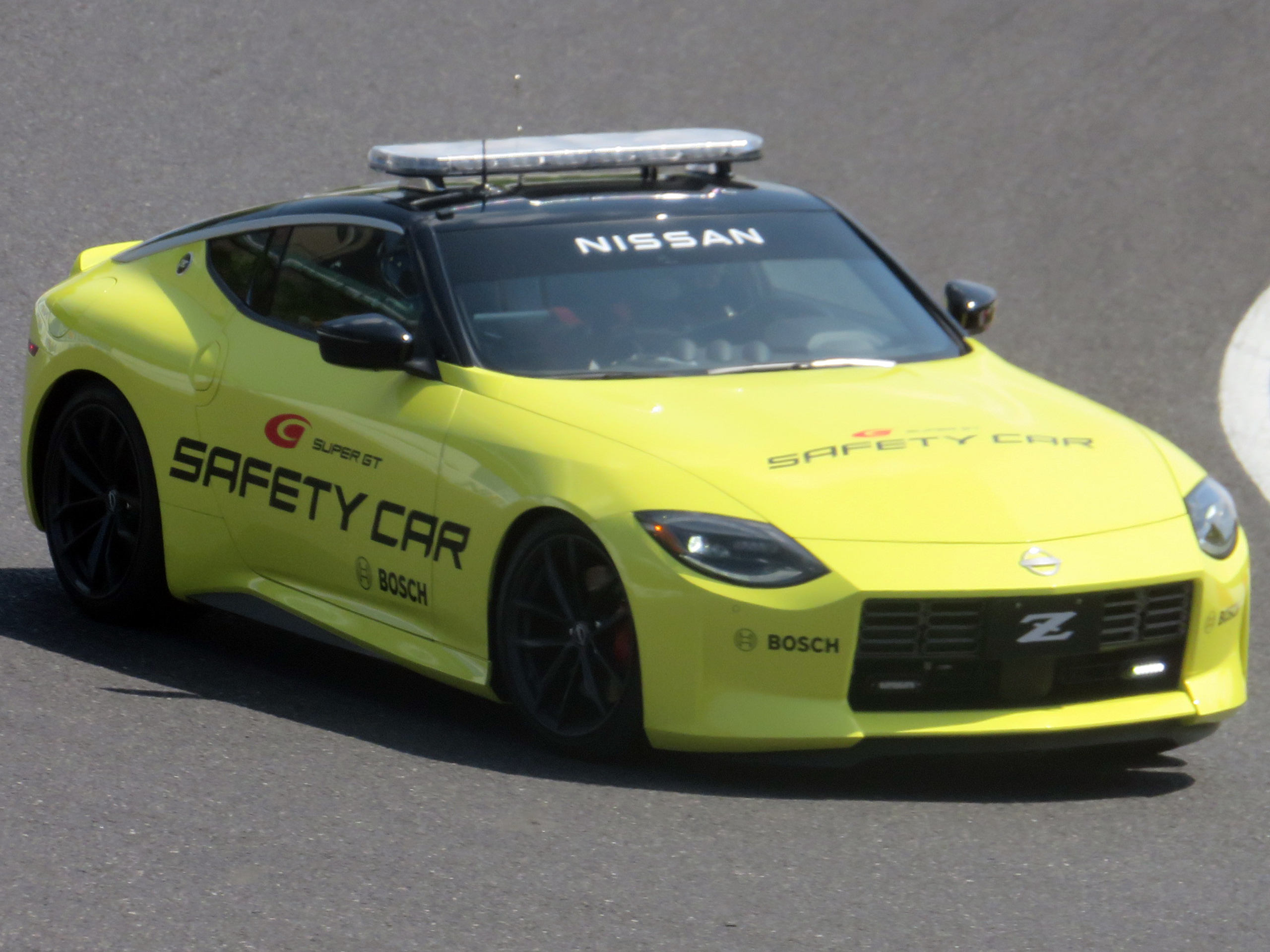
Nissan Z (RZ34) usado como safety car en la serie Super GT de 2022

Nissan y Nismo presentaron en diciembre de 2021 el Z GT500, listo para competir en la siguiente temporada del Super GT Japonés. Esta nueva generación tendría una carrocería mucho más ancha y aerodinámica, con grandes pasos de rueda, agresiva parte trasera y un enorme alerón trasero, aunque se mantienen algunos rasgos característicos del modelo de serie, tales como los faros ovalados, caída de techo y pilotos traseros de estilo retro.
En aquel momento se presumía que sus detalles técnicos, por cuestiones de reglamento, tenía que estar equipado con un motor de cuatro cilindros en línea turbo de 2.0 litros, que sería capaz de producir alrededor de 650 CV (641 HP; 478 kW) de potencia máxima. Desde 2007, el Super GT no tenía a un modelo de la saga Z representando oficialmente a la marca y, además, cargaría desde entonces con el historial de su predecesor: el Nissan GT-R. El fabricante se puso a probar esta nueva máquina en el Fuji Speedway.
Nissan y NMC estaban desarrollando nuevos vehículos de carreras con la experiencia de muchos años de Super GT, así como vehículos para clientes. El coche 230 presentado por NISMO, estaba equipado con una motorización compatible con combustible neutros en carbono (CNF). Por otra parte, el coche 244 del Max Racing Team, estaba equipado con un motor de gasolina. Ante la participación en carrera de resistencia de 24 horas con los dos Z Racing Concept, el objetivo era desarrollar más estos vehículos y acumular información que se podía obtener durante de las carreras. Dicho objetivo se aplica sobre todo en el caso de la versión compatible con CNF. El fabricante también quería lograr la neutralidad de carbono en todo el ciclo de vida hasta 2050 y, al mismo tiempo, mejorar los esfuerzos en los deportes de motor.

"Somos el primer y único fabricante japonés en ingresar al Campeonato Mundial de Fórmula E y nuevamente estamos desafiando las normas. La participación de los Z Racing Concept en esta exigente carrera, traerá muchos aprendizajes valiosos para desarrollar motores competitivos compatibles con combustible neutro en carbono…"
dijo: Takao Katagiri, presidente y director ejecutivo de NISMO.

"Estamos entrando en esta carrera de resistencia de 24 horas con dos vehículos, uno impulsado por CNF, porque cuanto más dura es la carrera, más aprendemos. Nuestro objetivo es mostrar a los fanáticos el rendimiento de conducción único del nuevo Z, que esperamos supere sus expectativas…"
también agregó Katagiri.

El Nissan Z definitivamente no estaría disponible en el mercado europeo, debido a la Normativa europea sobre emisiones. Donde sí estaba a la venta era en el mercado doméstico japonés, donde la marca lo estaba promocionando mediante la versión de carreras y que debutó en el mes de junio de 2022, así como también con una variante convertida en auto de seguridad (safety car). Era utilizado en el campeonato Super GT de Japón y ha sido modificado junto a Nissan Motorsports & Customizing Co. Destaca por su carrocería en color amarillo con detalles en negro, una nueva parrilla, difusor trasero, rines de aleación y las luces de emergencia instaladas en el techo o en la parrilla delantera. En el interior también incluye equipamiento específico, con unos asientos de competición Recaro, arneses especiales de color rojo y los sistemas de comunicación para estar en contacto con dirección de carrera. Fue entregado antes de que iniciara el mes de junio de 2022, durante la tercera carrera de la temporada del Super GT, en el circuito de Suzuka.